# Ardisia obtusa
Ardisia obtusa är en viveväxtart. Ardisia obtusa ingår i släktet Ardisia och familjen viveväxter.

## Underarter
Arten delas in i följande underarter:
- A. o. obtusa
- A. o. pachyphylla
- A. o. montana